# Claude Berbier du Mets
Pierre Claude Berbier du Mets, ou du Metz, est un militaire français, né à Rosnay-l'Hôpital le 1er avril 1638, et tué à la bataille de Fleurus, le 1er juillet 1690 .

## Biographie

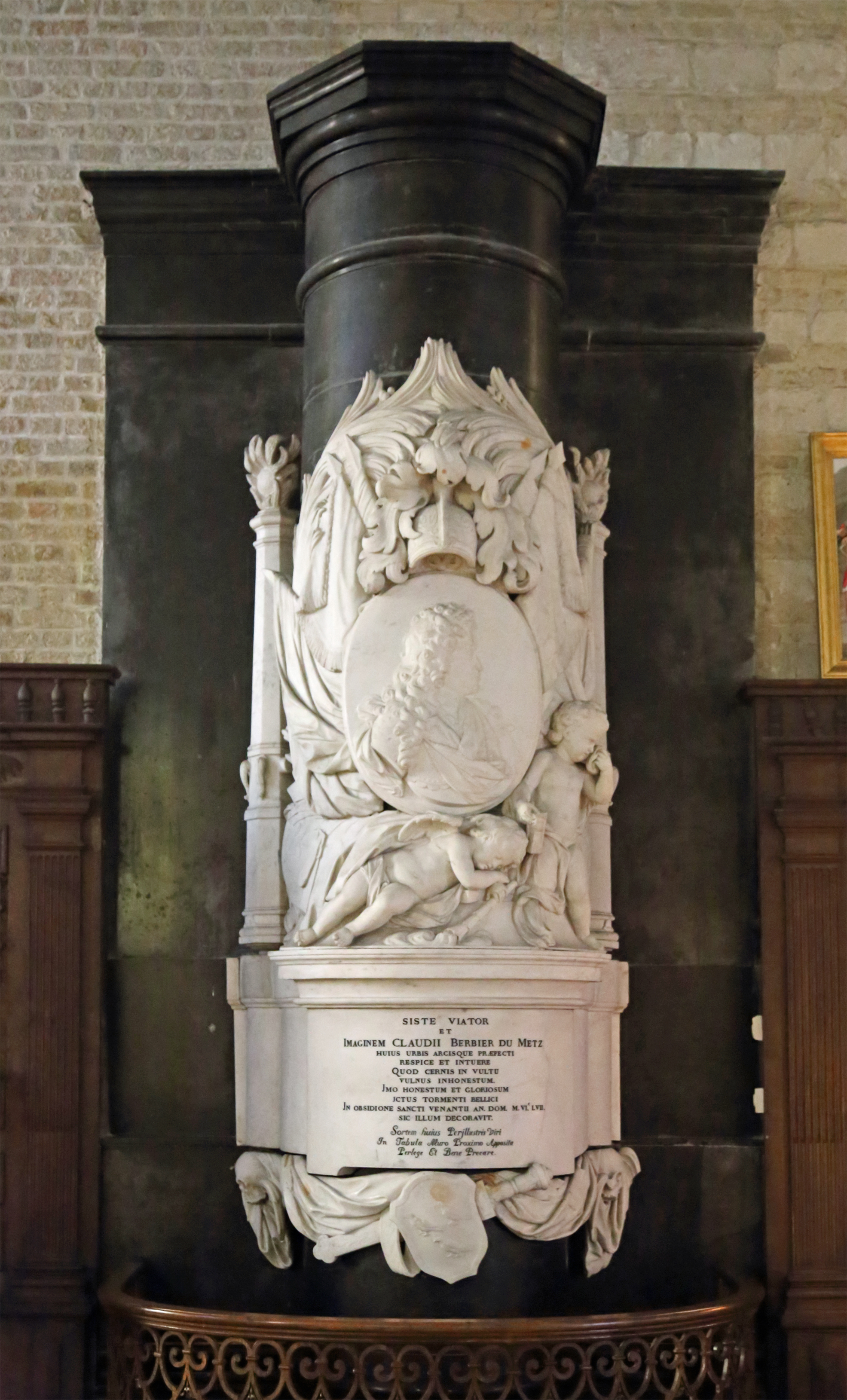
Cénotaphe de Claude Berbier du Mets dans l'église de Gravelines

Il a commencé sa première campagne dans le régiment de la Meilleraye cavalerie en 1654. Il fait sa seconde campagne dans le même régiment. Considérant que l'avancement dans cette arme serait trop lent, il a demandé au marquis de La Meilleraye de servir dans l'artillerie dont il était le Grand Maître depuis 1646. Il est alors nommé commissaire d'artillerie. En 1657, il est blessé d'un coup de canon qui l'a gravement blessé et défiguré. Le roi lui a donné une pension de 500 écus et a mis 18 mois à guérir en l'empêchant de participer à la campagne de 1658.
En 1667, pendant la guerre de Dévolution, il participe au siège de Tournai, de Douai puis de Lille où il a été remarqué par un acte de bravoure. Il obtient en 1668 la lieutenance générale de l'artillerie en Flandres, Artois, Hainaut, Pays Conquis et Reconquis, et en 1671, le roi y a ajouté la Picardie, la Lorraine et le Luxembourg. Pendant la guerre de Hollande il commande l'artillerie à tous les sièges importants, dont le siège de siège de Maastricht, à la Bataille de Seneffe où il est blessé, au siège de Cambrai, au siège de Valenciennes où il est le premier officier général à entrer dans la ville. Il a commandé l'artillerie aux sièges de Gand et d'Ypres et à la bataille de Saint-Denis où il est blessé de deux coups de mousquets à la cuisse.
Il a été nommé maréchal de camp en 1676 et, après la fin de la guerre de Hollande, le roi l'a nommé lieutenant général de l'artillerie en restant en Flandres et lui a donné le gouvernement de la citadelle de Lille. En 1684 le roi lui a donné le gouvernement de la ville et du château de Gravelines et de tous les forts qui en dépendent. 
En 1688 il est nommé lieutenant général des armées du roi. Pendant la guerre de la Ligue d'Augsbourg, il participe à la campagne de 1689 sous les ordres du maréchal d'Humières et en 1690 sous le commandement du maréchal de Luxembourg. Il est tué d'un coup de mousquet à la tête pendant la bataille de Fleurus. Louis XIV dit à son frère : « Vous perdez beaucoup ; mais je perds encore davantage, par la difficulté que j'aurai de remplacer un si habile homme ».

## Famille
- Viennot de la Motte, écuyer, sieur de La Motte-de-Varennes, 
  - Jacques de la Motte, marié en 1524 avec Marguerite Peret, prend le nom et les armes des Berbier à la suite de la donation par son oncle maternel de tous ses biens prévue dans le contrat de mariage[1].
    - Gaon Berbier, lieutenant général du comté de Vertus, marié en 1553 avec Marguerite de Collignon,
      - Jacques Berbier du Mets marié en 1590 avec Jeanne Comparot dont il a eu Charles Louis Berbier du Mets, puis remarié en 1600 avec Marguerite de Vassan dont il a eu :
        - Jacques Berbier du Mets (mort en 1669), marié en 1625 avec Marguerite Le Grand.
          - Gédéon Berbier du Mets, seigneur du Mets, de Rance, de Chalette, de Corbeil, etc., président en la chambre des comptes. Il a acquis le comté de Rosnay et en a fait hommage au roi le 4 août 1700.
            - Jean Berbier du Mets, comte de Rosnay, intendant et contrôleur général des meubles de la Couronne, capitaine des gardes de la porte du duc d'Orléans, chevalier des Ordres de Notre-Dame du Mont Carmel et de Saint-Lazare, mort sans descendance.
            - Claude Gédéon Berbier du Mets, président en la chambre des comptes, a fait hommage au roi du comté de Rosnay le 14 décembre 1731[2]. Il s'est marié en 1705 avec Geneviève-Claude Raguain dont il a eu :
              - Claude-Gédéon-Denis Berbier du Mets, président en la chambre des comptes de Paris en 1747.
              - Anne-Marie-Claude Berbier du Mets

            - Jacques Berbier du Mets, reçu page du roi en 1697, puis colonel du régiment de Vexin-Infanterie, brigadier des armées du roi, chevalier de Saint-Louis, lieutenant pour sa Majesté dans la ville de Nérac.

          - Pierre Claude Berbier du Mets, lieutenant général d'artillerie, lieutenant général des armées du roi, gouverneur de Gravelines.
          - Louis Berbier du Mets, abbé de Saint-Martin d'Huieon, aumônier du roi.
          - Marguerite Berbier du Mets, mariée à Antoine Le Ménestrel, Grand Audiencier de France.